# Pirata werneri
Pirata werneri là một loài nhện trong họ Lycosidae.
Loài này thuộc chi Pirata. Pirata werneri được Carl Friedrich Roewer miêu tả năm 1960.